# احتراق

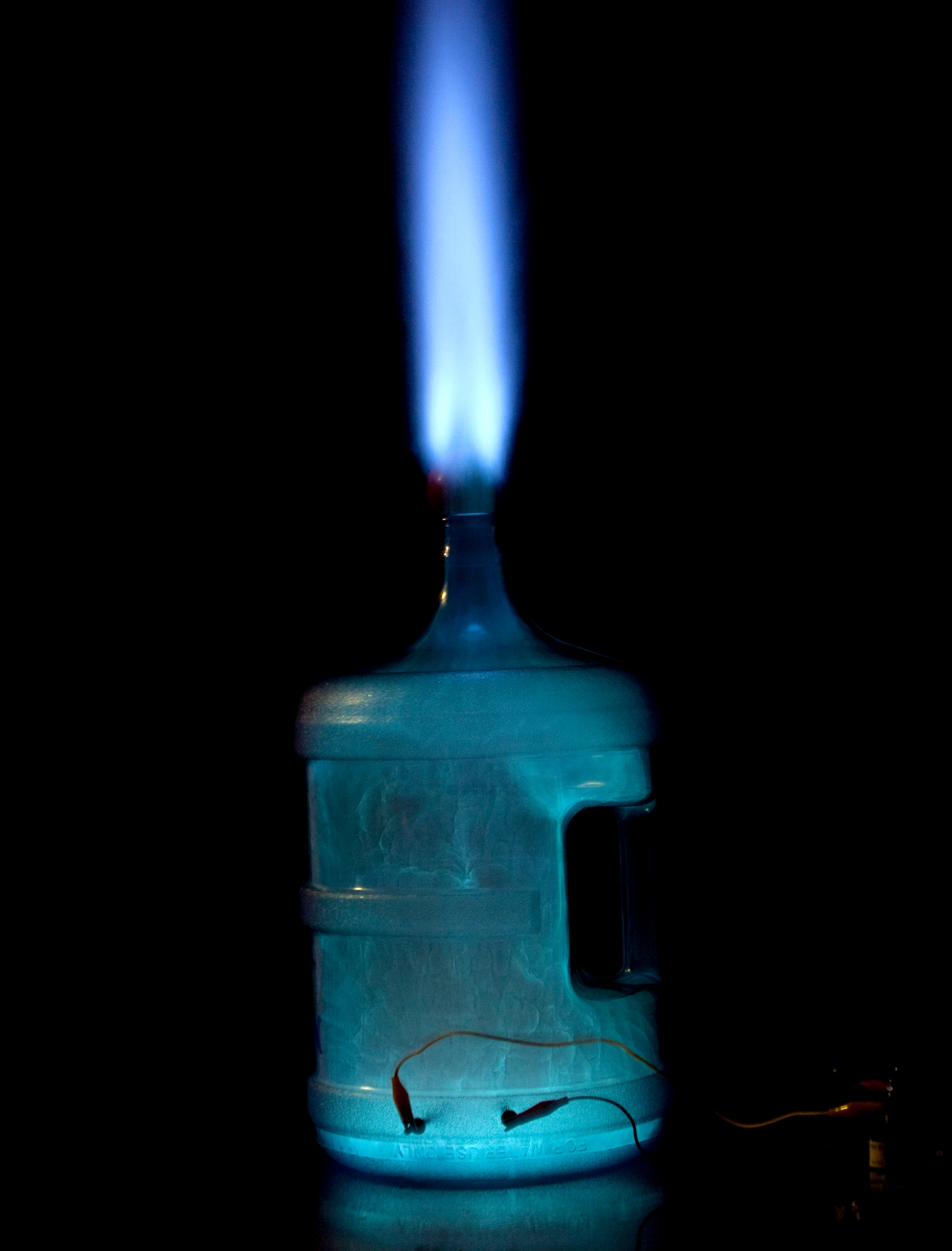
مخلوط اتانول در حالت گازی با هوا در حال احتراق سریع توسط تخیله ولتاژ بالا

احتراق یا سوختن یا سوزش (به انگلیسی: Combustion یا burning) نتیجهٔ یک فرایند شیمیایی گرمازا میان یک مادهٔ سوختنی و عامل اکسیدکننده است که با تولید گرما و تغییر شیمیایی مواد اولیه همراه می‌شود. آزاد کردن گرما می‌تواند با تولید نور به صورت شعله یا درخشش باشد. مواد سوختنی پرکاربرد معمولاً از ترکیب‌های آلی (به‌ویژه هیدروکربن‌ها) به‌صورت گازی، مایع یا جامد درست شده‌اند. همان‌طور که گفته شد، سوختن یک نوع واکنش اکسایش است؛ اما به‌خاطر سرعت بالای واکنش که منجر به تولید گرمای زیاد در زمان اندک و بالا رفتن دمای محیط واکنش و ایجاد نور و شعله می‌شود- در دسته‌ای خاص قرار می‌گیرد.
سوختن واکنشی است که در آن ماده‌ای با سرعت زیاد با اکسیژن ترکیب شده و علاوه بر تولید ترکیب‌های اکسیژن‌دار، گرما و نور نیز تولید می‌کند.

### سوختن کامل
در یک فرایند کامل سوختن، یک مادهٔ سوختنی با یک عامل اکسیدکننده مانند اکسیژن یا فلوئور وارد واکنش می‌شود. نتیجهٔ واکنش موادی است که از هر دو عامل مادهٔ سوختنی و اکسیدکننده تشکیل شده‌اند. برای نمونه:
CH۴ + ۲ O۲ → CO۲ + ۲ H۲O + انرژی
CH۲S + 6 F۲ → CF۴ + ۲ HF + SF۶
ساده‌ترین نمونهٔ سوختن، واکنش میان هیدروژن و اکسیژن است. این واکنش در موتور راکت بسیار اتفاق می‌افتد:
2 H۲ + O۲ → 2 H۲O(g) + گرما
نتیجهٔ این واکنش بخار آب است.

### سوختن ناقص
سوختن کامل تقریباً ممکن نیست. به‌طور مثال، در سوختن هیدروکربن‌ها، در واقعیت ترکیب‌هایی مانند کربن منوکسید و کربن خالص (خاکستر یا دوده) به‌جای می‌ماند. همچنین ممکن است میان عامل‌های نخستین سوختن و هوای محیط نیز واکنش صورت گیرد و چون ۷۸ درصد از جو را نیتروژن تشکیل داده، شاهد به‌وجود آمدن ترکیب‌هایی از نیتروژن اکسید باشیم.

## سوختن هیدروکربن‌ها
واکنش شیمیایی استوکیومتری سوختن هیدروکربن در اکسیژن عبارت است از:
{\displaystyle C_{x}H_{y}+\left(x+{\frac {y}{4}}\right)O_{2}\rightarrow \;xCO_{2}+\left({\frac {y}{2}}\right)H_{2}O}
برای نمونه سوختن پروپان به قرار زیر است:
{\displaystyle C_{3}H_{8}+5O_{2}\rightarrow \;3CO_{2}+4H_{2}O}
در حالت کلی تعادل شیمیایی استوکیومتری سوختن ناقص هیدروکربن‌ها در اکسیژن به صورت زیر است:
{\displaystyle \left(z\right)C_{x}H_{y}+\left(z\left({\frac {x}{2}}+{\frac {y}{4}}\right)\right)O_{2}\rightarrow \;z\cdot xCO+\left({\frac {z\cdot y}{2}}\right)H_{2}O}
برای نمونه سوختن ناقص پروپان عبارت است از:
{\displaystyle 2C_{3}H_{8}+7O_{2}\rightarrow \;2C+2CO+8H_{2}O+2CO_{2}}
اگر بخواهیم واکنش سوختن را با بیان ساده نشان دهیم، چنین می‌شود:
گرما + کربن‌دی‌اکسید + آب → اکسیژن + مادهٔ سوختنی
اگر سوختن با استفاده از هوای موجود در محیط به عنوان منبع اکسیژن رخ دهد نیتروژن نیز می‌تواند در واکنش نوشته شود ولی به صورت گازی باقی می‌ماند و با مادهٔ سوختنی وارد واکنش نمی‌شود:
{\displaystyle C_{x}H_{y}+\left(x+{\frac {y}{4}}\right)O_{2}+3.76\left(x+{\frac {y}{4}}\right)N_{2}\rightarrow \;xCO_{2}+\left({\frac {y}{2}}\right)H_{2}O+3.76\left(x+{\frac {y}{4}}\right)N_{2}}
سوختن پروپان می‌شود:
{\displaystyle C_{3}H_{8}+5O_{2}+18.8N_{2}\rightarrow \;3CO_{2}+4H_{2}O+18.8N_{2}}
بیان کیفی واکنش سوختن چنین بیان می‌شود:
گرما + نیتروژن + کربن‌دی‌اکسید + آب → (نیتروژن ۳٫۷۶ + اکسیژن)+ مادهٔ سوختنی
گرما + نیتروژن + کربن‌دی‌اکسید + آب → هوا+ مادهٔ سوختنی
در حضور اکسیژن اضافی ممکن است نیتروژن نیز با اکسیژن وارد واکنش شود این واکنش معمولاً در دمای بالا رخ می‌دهد.

## احتراق در محیط متخلخل
مکانیسم احتراق در محیط متخلخل با شعله آزاد متفاوت است. مهم‌ترین نوع انتقال حرارت در شعلهٔ آزاد، جابه‌جایی است، که توسط محصولات احتراق صورت می‌گیرد. درحالی‌که در شعلهٔ محیط متخلخل علاوه بر هدایت و جابه‌جایی، تابش نیز نقش بسیار عمده‌ای را در انتقال گرما ایفا می‌کند که به دلیل ضریب صدور بالای جسم جامد حاضر، به‌عنوان محیط متخلخل است. وجود انتقال گرما با تابش موجب افزایش میزان انتقال گرما در محیط متخلخل شده و در نتیجه دمای بیشینهٔ آن‌ها کاهش یافته و باعث کاهش تولید NOx می‌گردد.